# Juli Minoves Triquell
Juli Minoves Triquell (Andorra la Vella, 15 agosto 1969) è un politico, diplomatico e scrittore andorrano.

## Biografia e carriera
Ha studiato prima alla Facoltà di Economia dell'Università di Friburgo, in Svizzera, e dopo alla Facoltà di Scienze Politiche dell'Università di Yale, negli Stati Uniti.
Nel 1993 è diventato il primo diplomatico del Principato di Andorra. Ambasciatore presso le Nazioni Unite, gli Stati Uniti e il Canada, nel 1998 diventa ambasciatore a Madrid, non residente per l'Inghilterra, la Finlandia, la Svizzera e l'OMC. A New York ha lavorato insieme al suo collega, l'ambasciatore italiano Paolo Fulci.
Nel 2001 è stato nominato Ministro degli esteri del Principato di Andorra e ha negoziato i nuovi accordi di Andorra con l'Unione europea (fiscalità del risparmio, e il grande accordo di cooperazione). Nel luglio 2004 il suo incontro a Roma con l'allora Ministro Franco Frattini - in quel momento Presidente del Consiglio dell'Unione europea - ha permesso di avanzare molto sul negoziato andorrano. Franco Frattini e Juli Minoves si sono incontrati ancora a Merano per lavorare sulla politica europea di Andorra.
Nel 2005 è stato scelto ancora una volta come Ministro degli esteri, come Ministro della cooperazione e come Ministro della cultura. In questo senso, ha sviluppato un buon rapporto con l'Italia e particolarmente con l'allora Ministro dei beni e delle attività culturali Francesco Rutelli. Hanno organizzato insieme un evento culturale importante ad Alghero nel 2007, dov'era presente anche il Presidente del Parlamento andorrano, Joan Gabriel i Estany: il premio di letteratura in lingua catalana Carlo Magno.
Nel 2007 ha lasciato il Ministero degli Esteri per dedicarsi appieno alla politica interna ed è diventato Ministro portavoce del Governo, dello Sviluppo Economico, del Turismo, della Cultura e dell'Università.
È anche presidente di varie istituzioni andorrane come l'Istituto Giuridico, Economico e delle Finanze di Andorra (JEF), la società pubblica Andorra Turismo, l'Orchestra Nazionale Classica di Andorra (ONCA, dirige il maestro italiano Marzio Conti), il Teatro Nazionale di Andorra (ENA). È membro del patronato del Museu nacional d'art de Catalunya (MNAC) a Barcellona.
Ha pubblicato un romanzo, Segles de Memoria, che ha vinto il premio nazionale Fiter i Rossell nel 1989. Ha ricevuto nel 1997 la Gran Croce dell'Ordine al Merito del Portogallo.